# Греки (хутір)
Греки (рос. Греки) — колишній хутір у Лучанківській сільській раді Словечанського району Житомирської області Української РСР.

## Населення
У 1906 році в поселенні налічувалося 56 мешканців, дворів — 9.

## Історія
У 1906 році — хутір Покалівської волості (3-го стану) Овруцького повіту Волинської губернії. Відстань до повітового центру м. Овруч становила 45 верст, до волосного центру с. Покалів — 23 версти. Поштове відділення — м. Овруч.
У 1923 році включений до складу новоствореної Лучанківської сільської ради, яка 7 березня 1923 року увійшла до складу новоутвореного Словечанського району Коростенської округи. У довіднику адмінустрою за 1923 рік пропущений.
Знятий з обліку населених пунктів після 1952 року.